# Mortierella epigama
Mortierella epigama är en svampart som beskrevs av W. Gams & Domsch 1972. Mortierella epigama ingår i släktet Mortierella och familjen Mortierellaceae.   Inga underarter finns listade i Catalogue of Life.